# Hijo bastardo

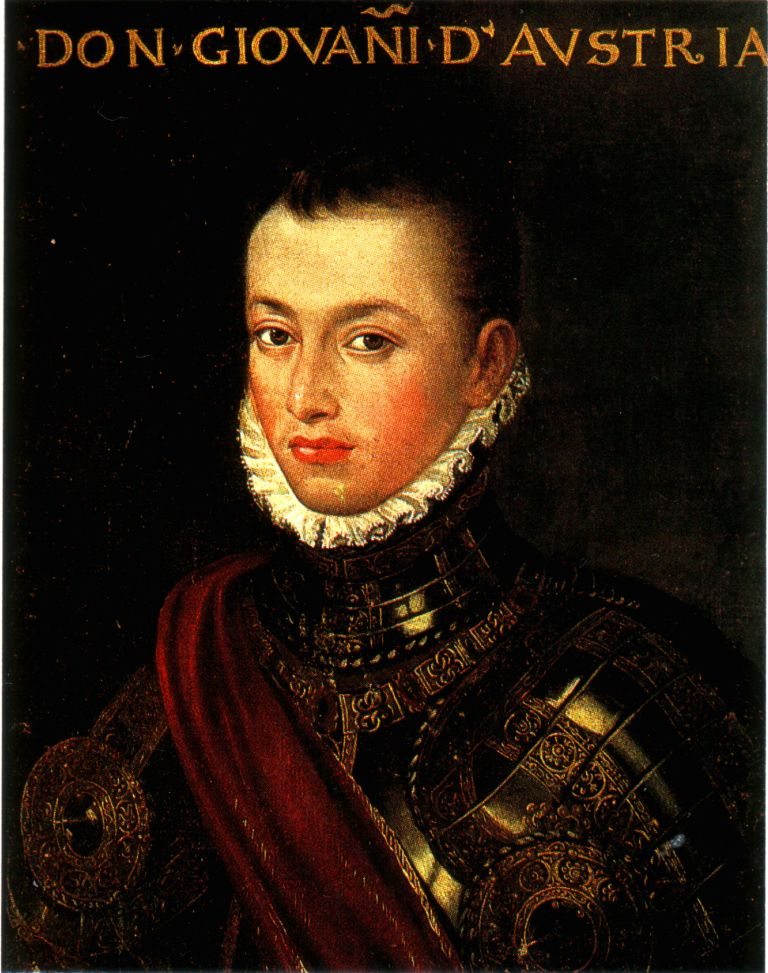
Retrato de Juan de Austria, hijo bastardo de Carlos I de España.

Un hijo bastardo o hijo ilegítimo es el hijo nacido fuera del matrimonio, de padres que en el momento de concebirlo no podían casarse por algún impedimento.

## Historia
En varios momentos de la historia, los bastardos han sido considerados inferiores a los hijos legítimos, y algunas veces tratados con el mayor rigor. En la Antigua Atenas, Pericles dio un decreto contra los bastardos: cerca de cinco mil fueron condenados y vendidos como esclavos en una pública calamidad. Por las leyes de Solón, los padres estaban privados de la autoridad paterna sobre los bastardos.
En la Antigua Roma, las leyes de las Doce Tablas no admitían a los bastardos al derecho de sucesión. Las de Justiniano les rehusaban hasta los alimentos y solo el cristianismo moderó este rigor. El emperador Anastasio permitió a los padres legitimar los bastardos por la sola adopción. Justino y Justiniano abolieron esta legitimación, para no autorizar de este modo el concubinato.
Varias personas memorables que realizaron importantes servicios a sus patrias fueron bastardos, como Enrique II de Castilla y Juan de Austria en España, Guillermo I en Inglaterra, o Juan de Dunois y Carlos Martel en Francia.
Antiguamente en Italia, España, Portugal y sobre todo en Francia, no tenía el estado de bastardo nada de deshonroso: heredaban los bienes de sus padres luego que les habían reconocido, llevaban su nombre y usaban sus armas con la sola diferencia que una banda cortaba diagonalmente su escudo. Enrique IV les quitó los privilegios de la nobleza hasta que hubiesen obtenido la revalidación del soberano.
En Francia, los señores territoriales heredaban de todos los bastardos que morían en sus estados sin haber hecho testamento: lo que se llamaba derecho de bastardía. En algunos señoríos, cuando este tenía algún bastardo, sus vasallos estaban obligados a pagar una cierta cantidad para mantenerle durante sus estudios.